# Roberto Succo
Roberto Succo (3. dubna 1962 Benátky – 23. května 1988 Vicenza) byl italský sériový vrah.

## Vraždy
Zavraždil nejméně pět lidí (oběti bylo pravděpodobně více). Succo spáchal svou první vraždu 9. dubna roku 1981. Potom zavraždil svoje rodiče, aby si mohl půjčit auto. Poté večer Succo zabil policejního důstojníka, když se snažil Succa zatknout. Brzy byl zatčen.
Succo byl uznán soudem jako duševně nemocný a odsouzen na 10 let v léčebně pro duševně nemocné v Reggio Emilia. Během času stráveného léčebně studoval a získal vzdělání v oboru politologie. Dne 15. května 1986 utekl z léčebny. Podařilo se mu uprchnout do Francie. Během příštích několika měsíců putování po zemi, spáchal mnoho zločinů - většinou vloupání a znásilnění. Je možné, že spáchal řadu vražd. Během dvou let spáchal několik útoků v mnoha evropských zemích. Ve Francii zabil dva policisty. Brzy se stal nepřítelem číslo jedna v Itálii, Francii a Švýcarsku. 28. února roku 1988 byl Succo zatčen v Benátkách. Po celou dobu vazby se opakovaně pokoušel utéct. Succo zemřel ještě před zahájením procesu. Dne 23. května roku 1988 spáchal ve své cele sebevraždu.